# Tân Đông, Đồng Tháp
Tân Đông là một xã thuộc tỉnh Đồng Tháp, Việt Nam.

## Địa lý
Xã Tân Đông có vị trí địa lý:
- Phía đông giáp xã Gia Thuận.
- Phía tây giáp phường Sơn Qui.
- Phía nam giáp phường Long Thuận và xã Tân Điền.
- Phía bắc giáp Thành phố Hồ Chí Minh và tỉnh Tây Ninh

Xã Tân Đông có diện tích 50,35 km², dân số năm 2025 là 51.413 người, mật độ dân số đạt 1.021 người/km².

## Lịch sử
Sau năm 1975, Tân Đông là một xã thuộc huyện Gò Công cũ.
Ngày 13 tháng 4 năm 1979, Hội đồng Chính phủ ban hành Quyết định số 155-CP. Theo đó, chia huyện Gò Công thành hai huyện Gò Công Đông và Gò Công Tây, xã Tân Đông thuộc huyện Gò Công Đông như hiện nay.
Ngày 16 tháng 2 năm 1987, Hội đồng trưởng ban hành Quyết định số 37-HĐBT. Theo đó, điều chỉnh một phần diện tích và dân số của xã Tân Đông về thị xã Gò Công vừa tái lập.
Ngày 16 tháng 6 năm 2025, Ủy ban Thường vụ Quốc hội ban hành Nghị quyết số 1663/NQ-UBTVQH15 về việc sắp xếp các đơn vị hành chính cấp xã của tỉnh Đồng Tháp năm 2025. Theo đó, sắp xếp toàn bộ diện tích tự nhiên, quy mô dân số của các xã Tân Phước (huyện Gò Công Đông), Tân Tây và Tân Đông thành xã mới có tên gọi là xã Tân Đông.
Sau khi sáp nhập, xã Tân Đông có 50,35 km² diện tích tự nhiên và dân số 51.413 người.